# Soul of the Ultimate Nation
Soul of the Ultimate Nation (кор. SUN Online) — фэнтезийная многопользовательская ролевая онлайн-игра (MMORPG) выпущенная южнокорейским разработчиком компьютерных игр Webzen. По состоянию на 10 ноября, 2010 года, S.U.N. насчитывала более 2 миллионов активных игроков в Азии, Европе и Америке.
S.U.N. распространяется по модели бесплатной игры с микротранзакциями (Free-to-play). Обязательной платы за регистрацию и игру не взимается.

## Ключевые особенности игры
- Многовариантность в заточке и улучшении предметов
- Уникальная система GvG. Регулярно гильдиям необходимо захватывать или защищать замки и прилегающие территории. Для завоевания замка необходимо выиграть сражения на всех прилегающих территориях. В битве на одной территории может принимать участие от 20 до 40 человек. Исход каждого сражения влияет на общий результат осады замка.
- Обширные возможности получить тактический и стратегический опыт. Игровая механика позволяет создавать закрытые тренировочные сражения, выбирая уровень сложности сражения (PvPvE.).

S.U.N. обладает тремя ключевыми тренировочными типами карт.
- Охотничьи угодья позволяют игроку охотиться на уникальных монстров, зарабатывать внунтриигровые деньги, получать уникальные внутриигровые вещи.
- Поля сражений позволяют игроку получить уникальный опыт сражения с другими игроками.
- Тренировочные миссии позволяют игроку лучше узнать концепцию и историю S.U.N.

## Система уникальных полей сражений
Система уникальных полей сражений позволяет игроку создавать отдельные «комнаты» или зоны для PvP или PvE сражений. Для создания уникальных полей сражений, игроку необходимо переговорить с NPC. Игроку доступны 3-и типа сражений: PvP, PvE, выполнение игровых миссий. Для карты типа PvE игроки могут объединяться в группы (Party) с общей целью найти и убить монстра босса. После прохождения карты опыт и предметы распределяются между участниками группы.

## Музыка
Музыка для игры написана композитором Говардом Шором, завоевавшим более 10-и международных музыкальных и кинематографических
наград.